# Vuelo 438 de Middle East Airlines
El vuelo 438 de Middle East Airlines fue un vuelo internacional de pasajeros operado por un Boeing 720 desde Beirut, Líbano, a Mascate, Omán, con escala en Abu Dhabi, Emiratos Árabes Unidos. El 1 de enero de 1976, el avión que realizaba el vuelo fue destruido por una bomba, matando a las 81 personas a bordo. Los terroristas nunca fueron identificados. 

## Aeronave
El avión involucrado fue un Boeing 720-023B que voló por primera vez el 23 de septiembre de 1960. El avión fue registrado como N7534A y fue entregado a American Airlines el 10 de octubre. En julio de 1971, American Airlines vendió el avión al arrendador. El 3 de marzo de 1972, el avión fue vendido a Middle East Airlines, donde fue registrado nuevamente como OD-AFT. El avión estaba propulsado por cuatro motores turbofán Pratt & Whitney JT3D-1-MC7 con inyección de agua y con un empuje de 17 000 libras (75,6 kN) cada uno. 

## La bomba
El vuelo 438 fue un vuelo internacional de pasajeros desde Beirut, Líbano a Mascate, Omán, con escala en Dubai, Emiratos Árabes Unidos. Con 15 tripulantes y 66 pasajeros (otras fuentes indicaron que había 67 pasajeros  ) a bordo, el vuelo 438 partió de Beirut. Al anochecer, el avión se encontraba en ruta desde Beirut a Dubai cuando a las 05:30, 1 hora y 40 minutos después de la salida, una bomba explotó en la sección delantera de la bodega de carga. El avión se desintegró a una altitud de 11 300 metros (37 073,5 pies) y se estrelló 37 kilómetros (23 mi) al noroeste de Qaisumah, Arabia Saudita . El accidente fue el desastre de aviación más mortal ocurrido en Arabia Saudita hasta ese momento, y ahora es el sexto más mortal. También es el segundo desastre de aviación más mortal que involucra al Boeing 720, detrás del vuelo 705 de Pakistan International Airlines .  

## Investigación
Según varios informes, la bomba fue colocada a bordo por militantes omaníes. El temporizador de la bomba fue programado para que la bomba explotara después de aterrizar en el aeropuerto de Mascate. Matar a los pasajeros no era el objetivo de los militantes. El vuelo 438 iba a ser operado originalmente por un Boeing 747, pero se descubrió un fallo técnico, por lo que fue necesario utilizar en su lugar un Boeing 720. El embarque y la carga de equipaje retrasaron el vuelo, provocando que la bomba explotara antes de tiempo mientras el avión aún estaba volando.